# 266 Alina
266 Alina (mednarodno ime 266 Aline) je temen asteroid tipa C v glavnem asteroidnem pasu. 

## Odkritje
Asteroid je odkril avstrijski astronom Johann Palisa 17. maja 1887 na Dunaju . Verjetno se imenuje po hčerki astronoma Edmunda Weissa.

## Lastnosti
Asteroid Alina obkroži Sonce v 4,69 letih. Njegova tirnica ima izsrednost 0,157, nagnjena pa je za 13,391° proti ekliptiki. Njegov premer je 109,09 km, okoli svoje osi pa se zavrti v 12,3 h .
Asteroid je zelo temen, verjetno je sestavljen iz enostavnih ogljikovih spojin.